# 戸袋

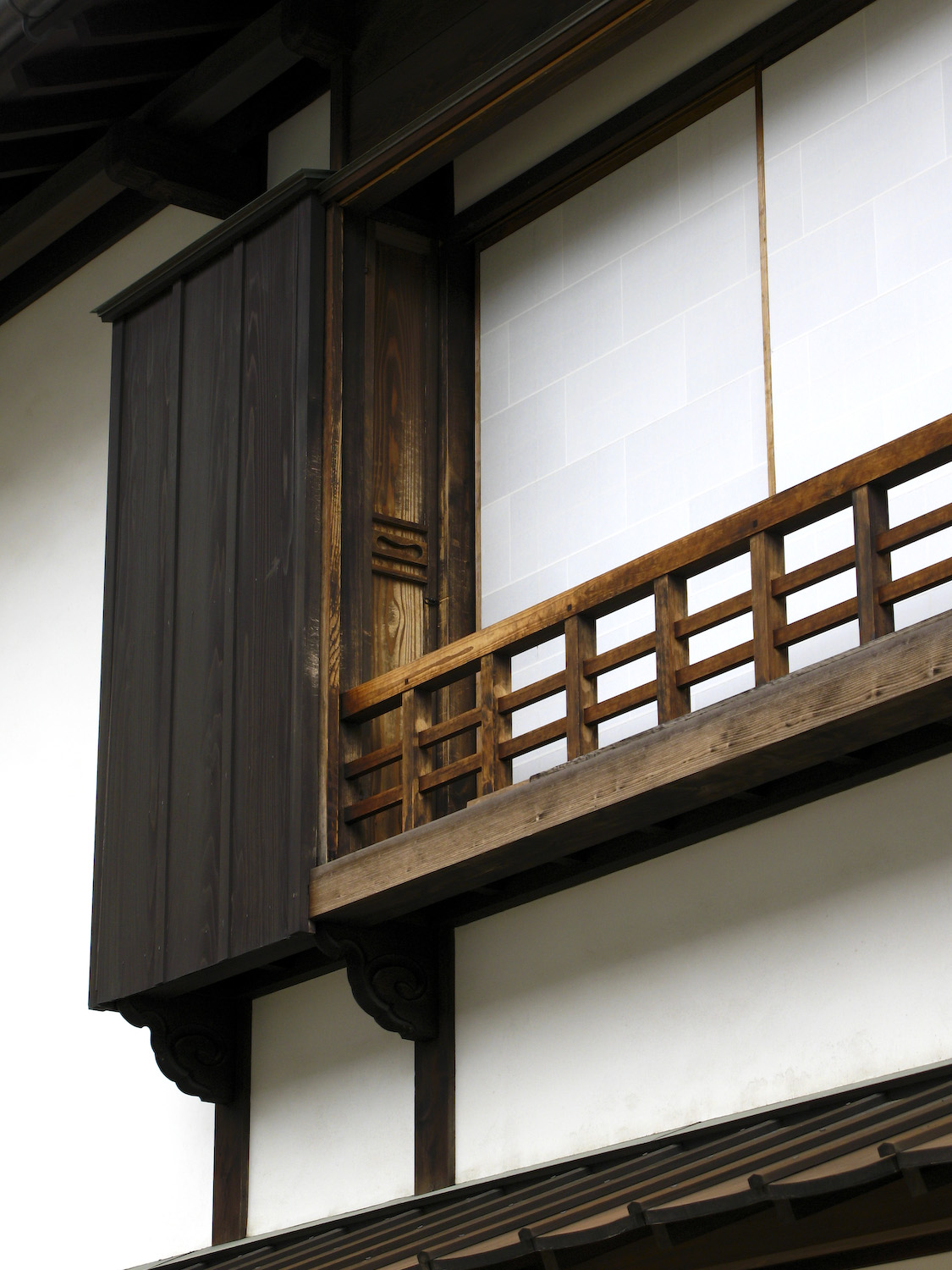
雨戸を収納する戸袋。奥行をもたせ、複数枚の雨戸が収納できる。

戸袋（とぶくろ）とは、引き戸において、戸を開けたときに戸が複数枚収納される場所のことである。住居などの建物の場合、部屋の外側からも内側からも戸をあけた状態では戸が見えない、名前のとおり戸の収納枚数分の厚みの幅を持ったの袋状であることが多いが、部屋の内側からは戸が見える簡易なものもある。引き戸と同じ仕組みの窓をあけたときの収納場所も戸袋という。日本の住宅ではしばしば見かけるが、雨戸がない海外ではあまり見られない。旧来の戸袋は、戸袋から戸を引き出す部分がちょうど鳥の出入り口となるような構造になっているため、長いこと雨戸を開けないでいると、鳥が戸袋を巣箱として利用する場合がある。
ちなみに、木造建築の場合、敷居やレールに相当するような、戸の動きをガイドする下部の構造はなく、手で戸袋の中で押し引きして移動させる。

## 戸袋の目的
扉や窓を開けた際の収納箇所となる。建築物では開けられた扉や窓を隠す見栄えの面から、車輌ではそれに加え、混雑時の開閉の際、車体の内外の乗客や構造物に干渉しない点も重視されている。ただし、自動ドアなどでは、開動作時の手指などの引き込まれ事故への対策は必要となる。